# جوزپه سالویولی
جوزپه سالویولی (انگلیسی: Giuseppe Salvioli؛ زادهٔ ۵ نوامبر ۱۹۱۷) بازیکن فوتبال اهل ایتالیا است.
از باشگاه‌هایی که در آن بازی کرده‌است می‌توان به باشگاه فوتبال کارپی، باشگاه فوتبال پروجا، باشگاه فوتبال لچه، باشگاه فوتبال آ.اس. رم، باشگاه فوتبال رجانا، و باشگاه فوتبال آولینو اشاره کرد.